# Miss USA 2023
Miss USA 2023 fue la 72.ª edición de Miss USA. Se llevó a cabo el 29 de septiembre de 2023 en el Grand Sierra Resort en Reno, Nevada. Al final del evento, Morgan Romano de Carolina del Norte coronó a Noelia Voigt de Utah como su sucesora. Voigt representó a Estados Unidos en Miss Universo 2023 en El Salvador y formó parte del Top 20 de cuartofinalistas. Voigt renunció al título el 6 de mayo de 2024. Savannah Gankiewicz de Hawái fue anunciada posteriormente como su sucesora el 9 de mayo de 2024.
Esta fue la primera edición del certamen que se llevó a cabo bajo la propiedad de la diseñadora de moda Laylah Rose y se transmitió en el sitio web y la aplicación móvil de The CW.

## Antecedentes

### Locación

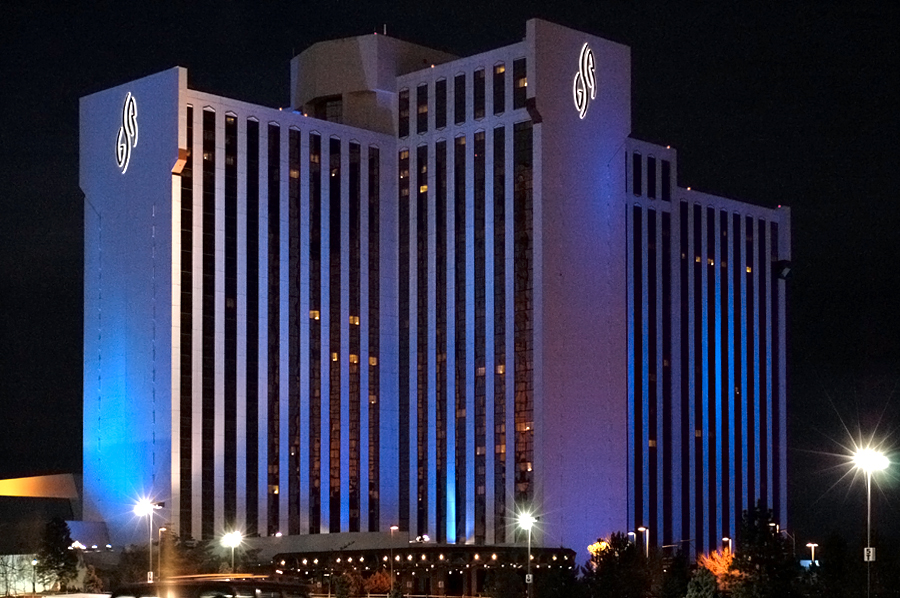
El Grand Sierra Resort en Reno, Nevada, la sede de la competencia Miss USA 2023

El 14 de julio de 2022, se informó que la competencia se llevaría a cabo en Reno, Nevada, y la ciudad aseguró un contrato de tres años para albergar el certamen de 2022 a 2024. Esta será la tercera vez que el certamen se lleve a cabo en Reno y el segundo año consecutivo en la ciudad, después de Miss USA 2019 y 2022. La presidenta de la organización Miss USA, Crystle Stewart, dijo que el lugar fue elegido para honrar a Cheslie Kryst, quien había sido coronada Miss USA 2019 en el mismo lugar y se suicidó en enero de 2022.
El 7 de octubre, la licencia de Miss USA y su concurso hermano Miss Teen USA fueron suspendidas y devueltas a la Organización Miss Universo debido a acusaciones de manipulación en la edición anterior. En agosto de 2023, se anunció que Crystle Stewart había dejado el cargo de presidenta de la Organización Miss USA. Fue reemplazada por la diseñadora de moda Laylah Rose.

### Selección de candidatas
Al igual que el año anterior, las candidatas que hayan participado en cada estado con las reglas de elegibilidad aplicadas que deben competir no más de un estado por año. A partir de esta edición, la Organización Miss Universo ha anunciado que aceptaría mujeres casadas y madres para competir en el certamen a menos que la elegibilidad siga siendo menor de 28 años.
Candidatas de los 50 estados y el Distrito de Columbia se seleccionan en concursos estatales que comenzaron en septiembre de 2022 y están programados para concluir en agosto de 2023, ya que el calendario se extendió a casi once meses la segunda temporada estatal más larga después del 2021. El primer concurso estatal fue Idaho, que se llevó a cabo el 11 de septiembre de 2022 y el último fue Nueva York, que se llevó a cabo el 6 de agosto de 2023. Nueve ganadoras de títulos estatales fueron exganadoras estatales de Miss Teen USA, dos fueron exganadoras estatales de Miss Mundo Estados Unidos, otra fue exganadora estatal de Miss America's Outstanding Teen, tres son exganadoras estatales de Miss America y una es exganadora de Miss Supranacional Zambia.

## Resultados
| Posiciones                                  | Candidata |
| ------------------------------------------- | --- |
| Miss USA 2023                               | - Utah - Noelia Voigt (renunció) |
| Primera finalista (más tarde Miss USA 2023) | - Hawái - Savannah Gankiewicz (asumió) |
| Segunda finalista                           | - Wisconsin - Alexis Loomans |
| Tercera finalista                           | - Pensilvania - Jasmine Daniels |
| Cuarta finalista                            | - Texas - Lluvia Alzate |
| Top 20                                      | - Alabama - Sophie Burzynski - Arkansas - Mackenzie Hinderberger - California - Tianna Clark - Carolina del Norte- Jordyn McKey - Carolina del Sur - Kirby Elizabeth Self - Connecticut - Karla Aponte Rocque - Distrito de Columbia - Cassie Baloue - Florida - Caroline Dixon - Illinois - Samantha Elliott - Maryland - Savena Mushinge - Nevada - Josie Stephens - Nueva Jersey - Derby Chukwudi - Nuevo México - Bianca Wright § - Virginia - Ashley Williams - Washington - Samantha Gallia |

§ Votada por el público vía internet para completar el cuadro de 20 cuartofinalistas.

### Premios especiales
| Premio                     | Candidata                     | Ref.   |
| -------------------------- | ----------------------------- | ------ |
| Mejor Traje Estatal        | Hawái - Savannah Gankiewicz   | [ 14 ] |
| Miss Simpatía              | Alaska - Jordan Naylor        | [ 14 ] |
| Miss Fotogénica            | Massachusetts - Annika Sharma | [ 14 ] |
| Mejor en Entrevista        | Hawái - Savannah Gankiewicz   | [ 14 ] |
| Mejor en Traje de Noche    | Pensilvania - Jasmine Daniels | [ 14 ] |
| Mejor en Traje de Baño     | Texas - Lluvia Alzate         | [ 14 ] |
| Premio Proyecto de Impacto | Misisipi - Sydney Russell     | [ 14 ] |

## Candidatas
51 candidatas compitieron por el título.
| Estado               | Candidata                        | Edad | Ciudad natal     | Notas |
| -------------------- | -------------------------------- | ---- | ---------------- | --- |
| Alabama              | Sophie Blaise Burzynski          | 21   | Auburn           | |
| Alaska               | Jordan Brielle Naylor            | 25   | Anchorage        | - Anteriormente Miss Alaska's Outstanding Teen 2012                                                                                      |
| Arizona              | Candace Leigh Kanavel            | 27   | Tempe            | |
| Arkansas             | Mackenzie Elizabeth Hinderberger | 24   | Farmington       | - Anteriormente Miss Arkansas Teen USA 2018                                                                                              |
| California           | Tianna S. Clark                  | 27   | Perris           | |
| Carolina del Norte   | Jordyn Ashlee McKey              | 25   | Charlotte        | |
| Carolina del Sur     | Kirby Elizabeth Self             | 23   | Greenwood        | - Anteriormente Miss South Carolina Teen USA 2018 - Primera finalista en Miss Teen USA 2018                                              |
| Colorado             | Arianna Lemus                    | 27   | Gunnison         | |
| Connecticut          | Karla Aponte Rocque              | 27   | Brandord         | - Anteriormente Miss Mundo Connecticut 2019                                                                                              |
| Dakota del Norte     | Monni Kwamboka Nyaribo           | 27   | Grand Forks      | |
| Dakota del Sur       | Amber Hulse                      | 23   | Hot Springs      | |
| Delaware             | Noa A. Mills                     | 25   | Middletown       | |
| Distrito de Columbia | Cassie Alexa Baloue              | 25   | Washington D. C. | |
| Florida              | Caroline Elizabeth Dixon         | 25   | Palm Harbor      | |
| Georgia              | Rachel Marie Russaw              | 24   | Atlanta          | |
| Hawái                | Savannah Mara'i Gankiewicz       | 27   | Wailea           | - Anteriormente Mutya ng Pilipinas Overseas Filipino Communities 2017 en Mutya ng Pilipinas 2017                                         |
| Idaho                | Hannah Grace Menzner             | 27   | Boise            | - Anteriormente Miss Idaho Teen USA 2014                                                                                                 |
| Illinois             | Samantha Elliott                 | 22   | Freeport         | |
| Indiana              | Haley Jordan Begay               | 25   | Pittsboro        | - Anteriormente Miss Indiana 2017 |
| Iowa                 | Grace Lynn Keller                | 24   | Coralville       | - Anteriormente Miss Iowa 2021 |
| Kansas               | Haley Prathumrat Berger          | 22   | Lawrence         | Hija de Prathumrat Woramali Berger, Miss Tailandia Mundo 1989                                                                            |
| Kentucky             | Madalyne Cassady Kinnett         | 21   | Lexington        | |
| Luisiana             | Sylvia Kathryn Masters           | 27   | Houma            | |
| Maine                | Juliana Morehouse                | 23   | Portland         | - La primera titular estatal de Miss USA casada. - Hija de Lynn Jenkins Morehouse, Miss North Carolina USA 1994                          |
| Maryland             | Savena Mushinge                  | 26   | Germantown       | - Anteriormente Miss Supranacional Zambia 2022                                                                                           |
| Massachusetts        | Annika Sharma                    | 22   | Newton           | - Anteriormente Miss Massachusetts Teen USA 2020                                                                                         |
| Míchigan             | Alexis Leigh Fagan-Williams      | 22   | Detroit          | |
| Minnesota            | Sarah Marie Anderson             | 20   | Maple Grove      | |
| Misisipi             | Sydney Alexa Wilma Russell       | 24   | Collinsville     | |
| Misuri               | Autumn Ellece Black              | 24   | Kansas City      | |
| Montana              | Madyson Alyce Rigg               | 26   | Kalispell        | - Anteriormente Miss Montana Teen USA 2014                                                                                               |
| Nebraska             | Amelia "Mimi" Wood               | 23   | Omaha            | |
| Nevada               | Josie Nicole Stephens            | 28   | Fallon           | |
| Nueva Jersey         | Derby Ozioma Chukwudi            | 25   | Hoboken          | |
| Nueva York           | Rachelle Di Stasio               | 26   | Nueva York       | |
| Nuevo Hampshire      | Britney Lane                     | 26   | Hooksett         | |
| Nuevo México         | Bianca Monique Wright            | 28   | Anthony          | |
| Ohio                 | Mackenzie Leigh Schutt           | 27   | Westerville      | |
| Oklahoma             | Olivia "Liv" Walbeck             | 21   | Norman           | |
| Oregón               | Manju Bangalore                  | 25   | Corvallis        | - Compitió anteriormente en Miss Mundo América 2018, Miss Mundo América 2019 (Top 10) como California y Miss Mundo América 2020 (Top 10) |
| Pensilvania          | Jasmine Grace Daniels            | 26   | Collegeville     | - Anteriormente Miss Pennsylvania Teen USA 2015                                                                                          |
| Rhode Island         | Mary Catherine Malloy            | 26   | Cumberland       | - Anteriormente Miss Rhode Island Teen USA 2015                                                                                          |
| Tennessee            | Regan Aleece Ringler             | 25   | Nashville        | |
| Texas                | Lluvia Camila Alzate             | 26   | Houston          | |
| Utah                 | Noelia Victoria Voigt Briceño    | 23   | Park City        | |
| Vermont              | Jenna Howlett                    | 21   | Bridport         | - Anteriormente Miss Vermont Teen USA 2019                                                                                               |
| Virginia             | Ashley Williams                  | 24   | Reston           | |
| Virginia Occidental  | Nevaeh Nichole Harmon            | 21   | Charleston       | |
| Washington           | Samantha Gallia                  | 25   | Seattle          | |
| Wisconsin            | Alexis Maria Loomans             | 21   | Waunakee         | - Anteriormente Miss Wisconsin Teen USA 2018                                                                                             |
| Wyoming              | Rebecca Marie "Beck" Bridger     | 27   | Sheridan         | - Anteriormente Miss Wyoming 2018 |